# Richard Smith (Maler)
Richard Smith, CBE (* 27. Oktober 1931 in Letchworth Garden City, Hertfordshire; † 15. April 2016 in Patchogue, Long Island) war ein britischer Maler. Er galt als ein wichtiger Vertreter der Farbflächenmalerei.

## Leben
Von 1948 bis 1950 studierte er an der Luton School of Art in London.
1950 bis 1952 diente er bei der Royal Air Force in Hongkong.
1952 bis 1954 setzte er sein Kunststudium an der St. Alban’s School of Art fort.
1954 bis 1957 studierte er am Royal College of Art in London.
1954 nahm er an den Ausstellungen der Young Contemporaries in den RBA Galleries in London teil.
Von 1957 bis 1958 war er Dozent am Hammersmith College of Art in London. Im Jahr 1968 war er Teilnehmer der 4. documenta in Kassel in der Abteilung Malerei.

## Auszeichnungen
- 1967 erhält er den großen Preis der Biennale von São Paulo.
- 1972 wird er zum Commander of the Order of the British Empire ernannt.